# Karl Pflock
Karl Tomlinson Pflock (6 de janeiro de 1943 - 5 de junho de 2006) nascido em San Jose, Califórnia, foi um oficial de inteligência da CIA, vice-secretário assistente de Defesa na administraçao de Ronald Reagan , planeador estratégico, investigador de OVNIs e autor de livros de  ficção e não-ficção . Ficou bastante conhecido  pelo seu livro Roswell: Inconvenient Facts and the Will to Believe . [1]